# 納沙布岬灯台
納沙布岬灯台（のさっぷみさきとうだい）は、北海道根室市にある納沙布岬の突端に立つ白亜塔形の中型灯台。
北方領土や南鳥島を除いた日本の最東端の地に位置する。また、「日本の灯台50選」にも選ばれている。周辺は、北方四島や知床半島を望む、風光明媚の地。
かの「灯台の父」と呼ばれるリチャード・ヘンリー・ブラントンの設計による八角形の木造で、北海道の洋式灯台としては最初のもの。ここと水晶島の間にある珸瑶瑁（ごようまい）水道は暗礁浅瀬が多く、航海の難所として恐れられていて、灯台の建設が求められていた。

## 歴史
- 1872年8月15日（旧暦では明治5年7月12日） - 初点灯[1]。
- 1878年（明治11年）6月17日頃：霧鐘設置[2]。
- 1889年（明治22年）8月1日 - 灯火色一部変更[3]。
- 1908年（明治41年）10月20日 - 霧笛設置し吹鳴開始[4]。霧鐘は撤去。
- 1930年（昭和5年）11月3日 - 現在のコンクリート造灯台に改築され点灯[5][6]。
- 1936年（昭和11年）11月4日 - 灯質変更[7][8]。
- 1998年（平成10年）4月 - 無人化される。
- 2009年（平成21年）4月10日 - 無線方位信号所（レーマークビーコン）廃止[9]。
- 2011年（平成22年）3月31日 - 霧信号所（ダイヤフラムホーン：毎40秒に3回吹鳴）が廃止される[10][11]。

## アクセス
- JR花咲線 根室駅前ターミナルより根室交通バスで44分。1日5往復運転、片道1,090円。ただし、往復乗車券（1,930円、小人・障がい者半額）や、1日フリー乗車券（2,040円、小人・障がい者半額）の設定がある。（2019年10月現在）[12]
- 北海道道35号根室半島線